# Луїджі Руска
Луїджі Руска (італ. Luigi Rusca; 2 вересня 1762, Аньо-Мондоніко, Швейцарія — 1822, Валенца, Італія) — російський архітектор італійського походження, представник стилю класицизм, який довгий час працював в Російській імперії.

## Життєпис
Походив із італійського кантону Швейцарії. Навчався в Італії. Переїхав на заробітки до Петербургу в 1783.
Починав як майстер-будівник і будував за проектами інших відомих архітекторів — Фельтена, Джакомо Кваренгі, Вінченцо Бренна, Соколова.
Перша самостійна робота в Петербурзі — палац Мятлєвих (пізніше володарем став граф Бобринський О. Г.). Окрім унікальних споруд займався будівництвом мостів, стаєнь, казарм, набережних, вимосткою площ і облаштуванням тогочасних бульварів.
З 1802 — придворний архітектор царя Олександра I. Був двічі одруженим і мав двох синів.
Постійно займався проектуванням павільйонів і оздоб для палаців в передмістях Петербурга — Ропша, Гатчина, Стрєльна, Оранієнбаум, Царське Село (музей-заповідник). Архітектор Руска зробив проекти взірцевих фасадів в стилі пізнього класицизму для провінційних міст Російської імперії. За його проектом в місті Київ був побудований Гостинний двір.
В 1811 вийшли з друку зібрання його архітектурних проектів. Пішов у відставку і покинув Петербург. Помер у Валенці.

## Перелік головних творів

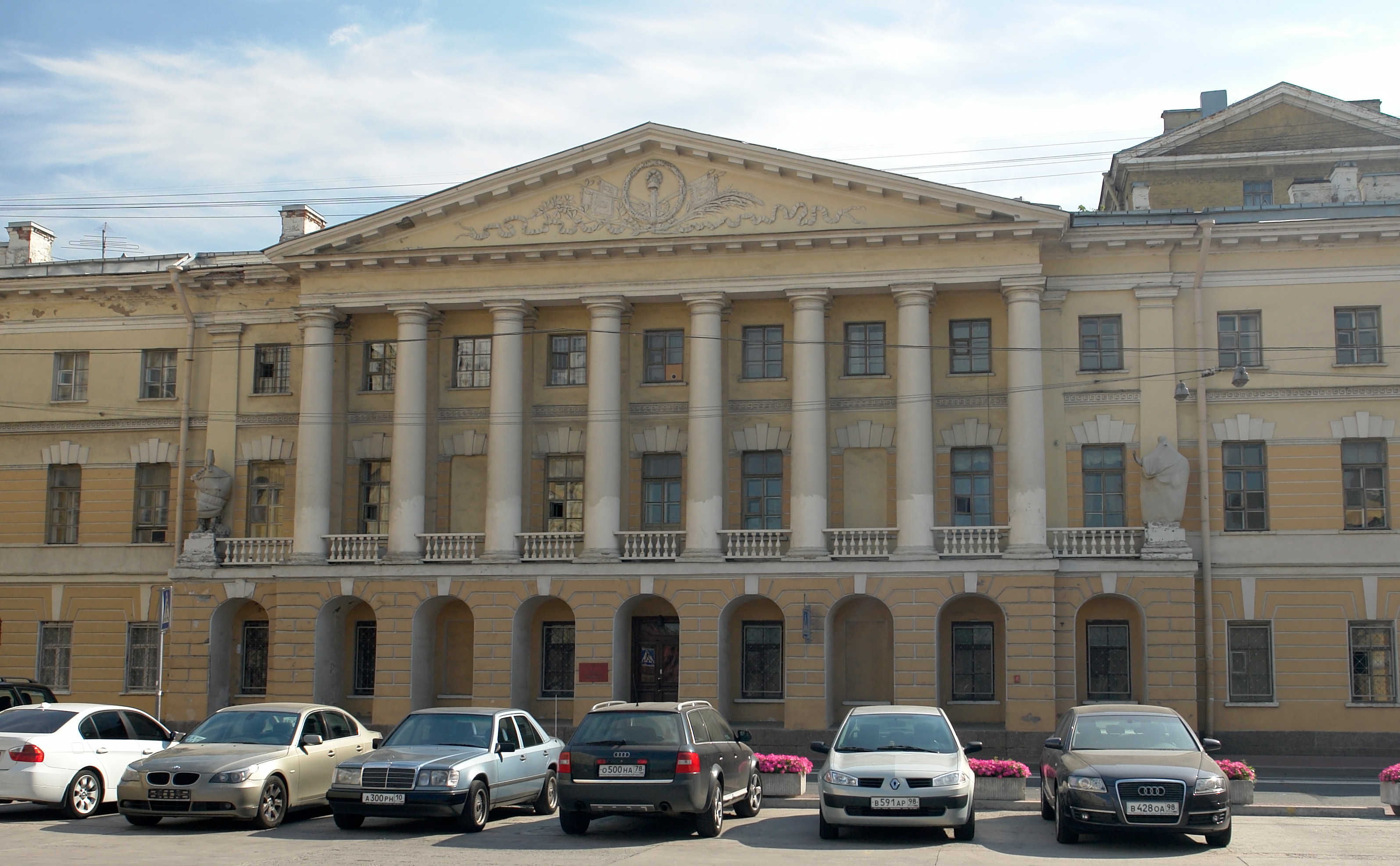
Будинок офіцерів Кавалергардського полку, нині корпус університету у Санкт-Петербурзі, Росія

Будинки в Петербурзі (палацові споруди):
- В. І. Кусова (1-я лінія Василівського Острова, 58)
- И. Г. Фрейганга (наб. річки Мойки, 10, перебудовано)
- Н. Г. Карадигіна (Центральний район) Казанська вул., 30)
- П. В. Мятлєва (Галерна вул., 60, перебудовано)

Казарми в Петербурзі:
- Гренадерські казарми (1803—1807)
- Кавалергардські казарми (1803—1806)
- Ізмайловські казарми (1809—1812)
- Астраханські казарми

Інші споруди:
- Портик Перинної лінії.
- Будинок ордену єзуїтів.
- Велика тераса в Царському Селі.
- Поштова станція в Стрєльні.
- Особняк графа Літти на Мільонній вулиці.
- Будинок міністерства на Марсовому полі.
- За його проектом був відновлений (1803) після пожежі Великий (Костянтинівський)палац у Стрельні, збудований за проектом архітектора Ніколо Мікетті

## В Україні за проектами Руска
- Гостиний двір, місто Київ.
- смт Диканька, Тріумфальна арка, 1820 р., садиба Кочубеїв (Полтавська об.)
- Дзвіниця церкви Св. Миколи в смт. Диканька, 1810 р.
- Ліцей (Гімназія вищих наук) на гроші князя О. Безбородька, місто Ніжин.

## Галерея

Гімназія вищих наук, нині Ніжинський державний університет імені Миколи Гоголя. Ніжин, Україна
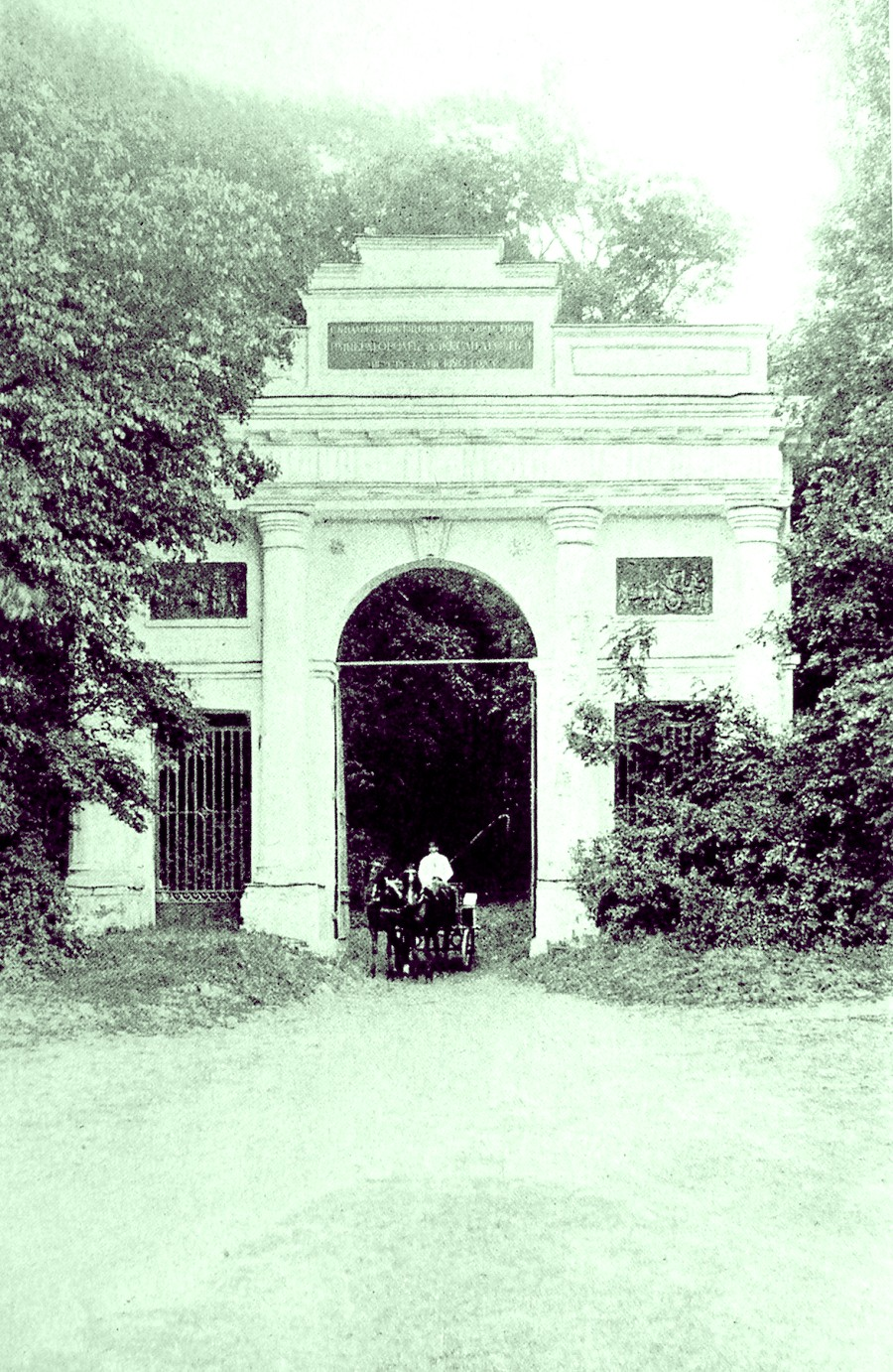
Тріумфальна арка у маєтку Кочубеїв у Диканці, Україна (1820)
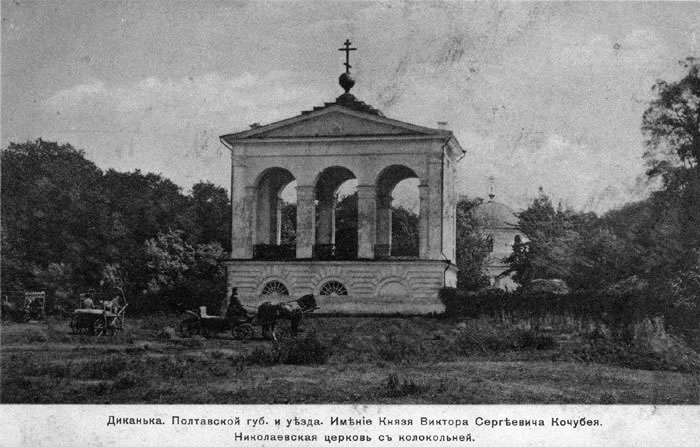
Дзвіниця Миколаївської церкви у Диканьці, Україна (1810-1827)
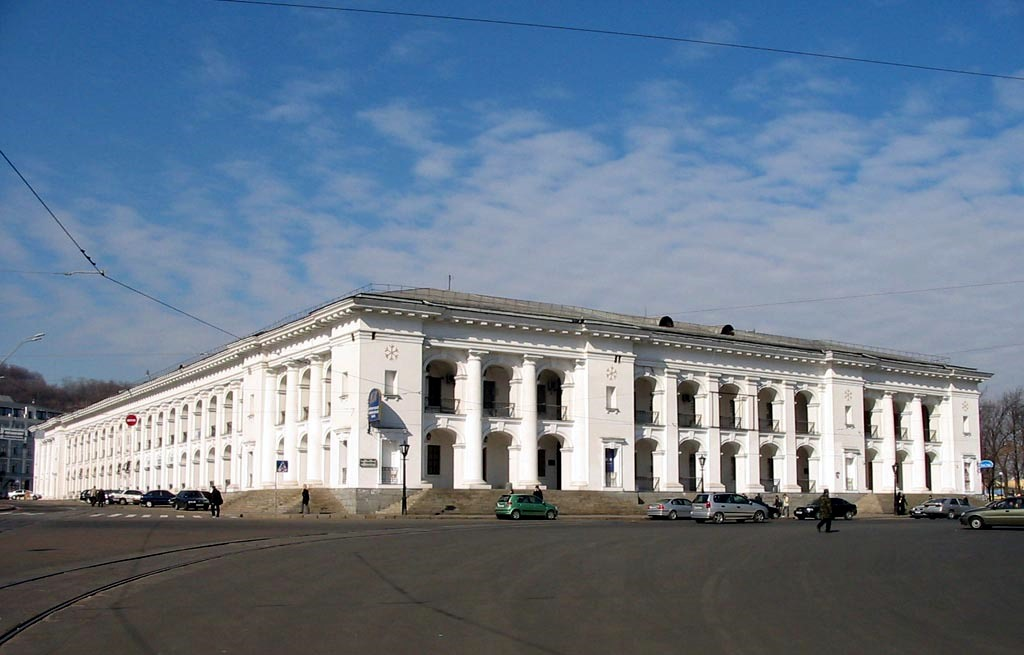
Гостинний двір на Подолі у Києві, Україна
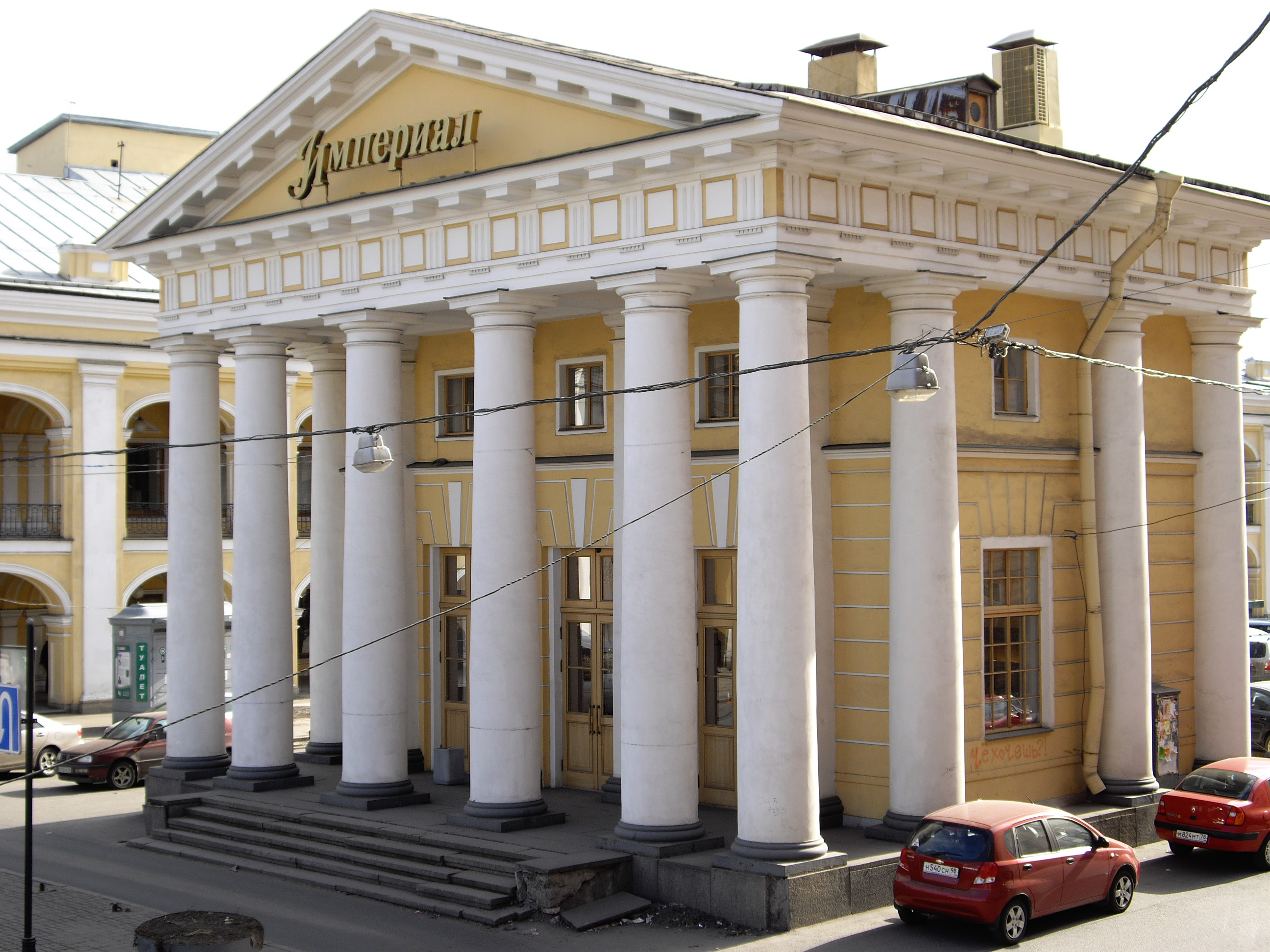
Портик Руска на Невському проспекті у Санкт-Петербурзі, Росія
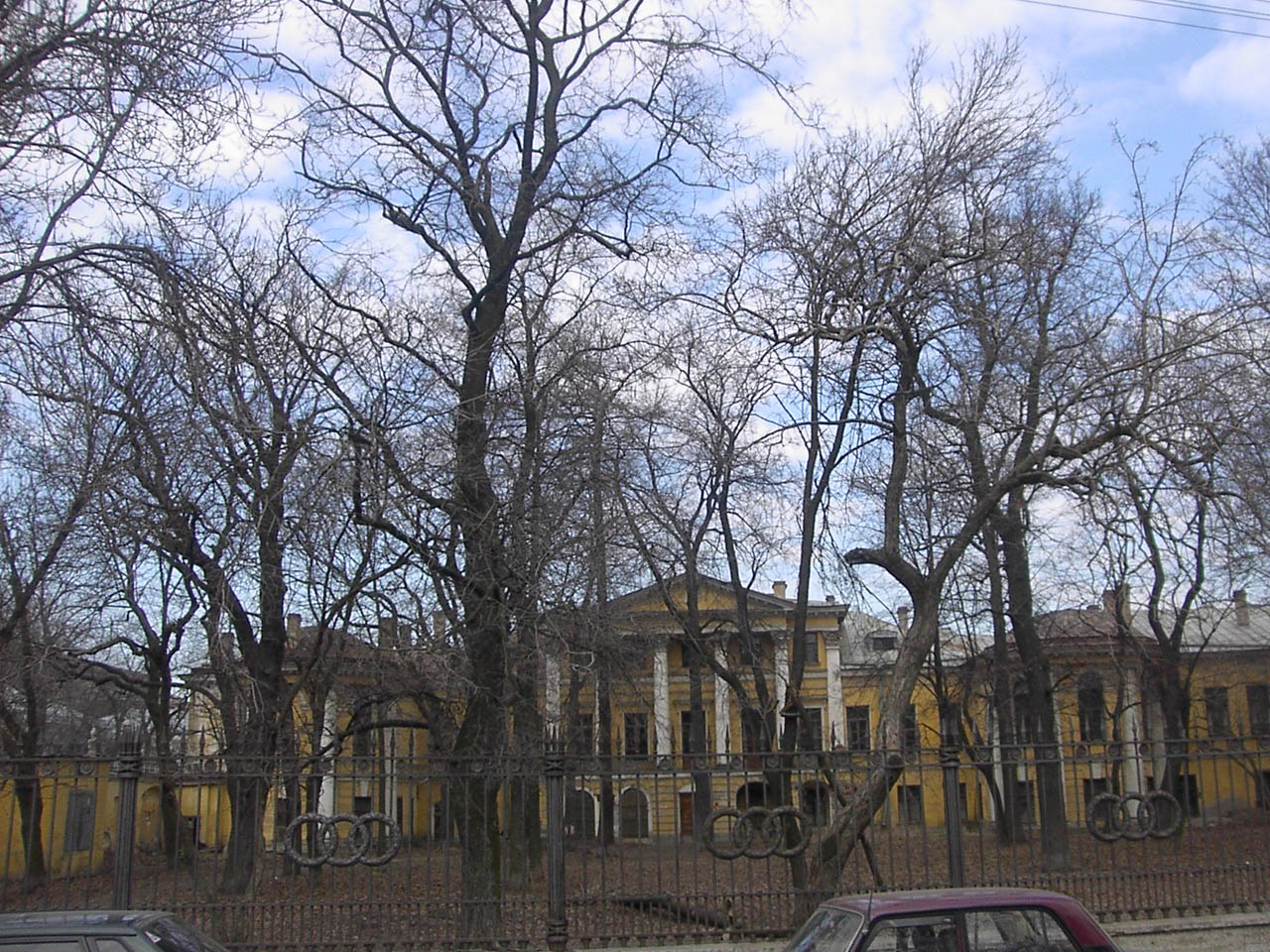
Палац Бобринського на набережній Мойки у Санкт-Петербурзі, Росія
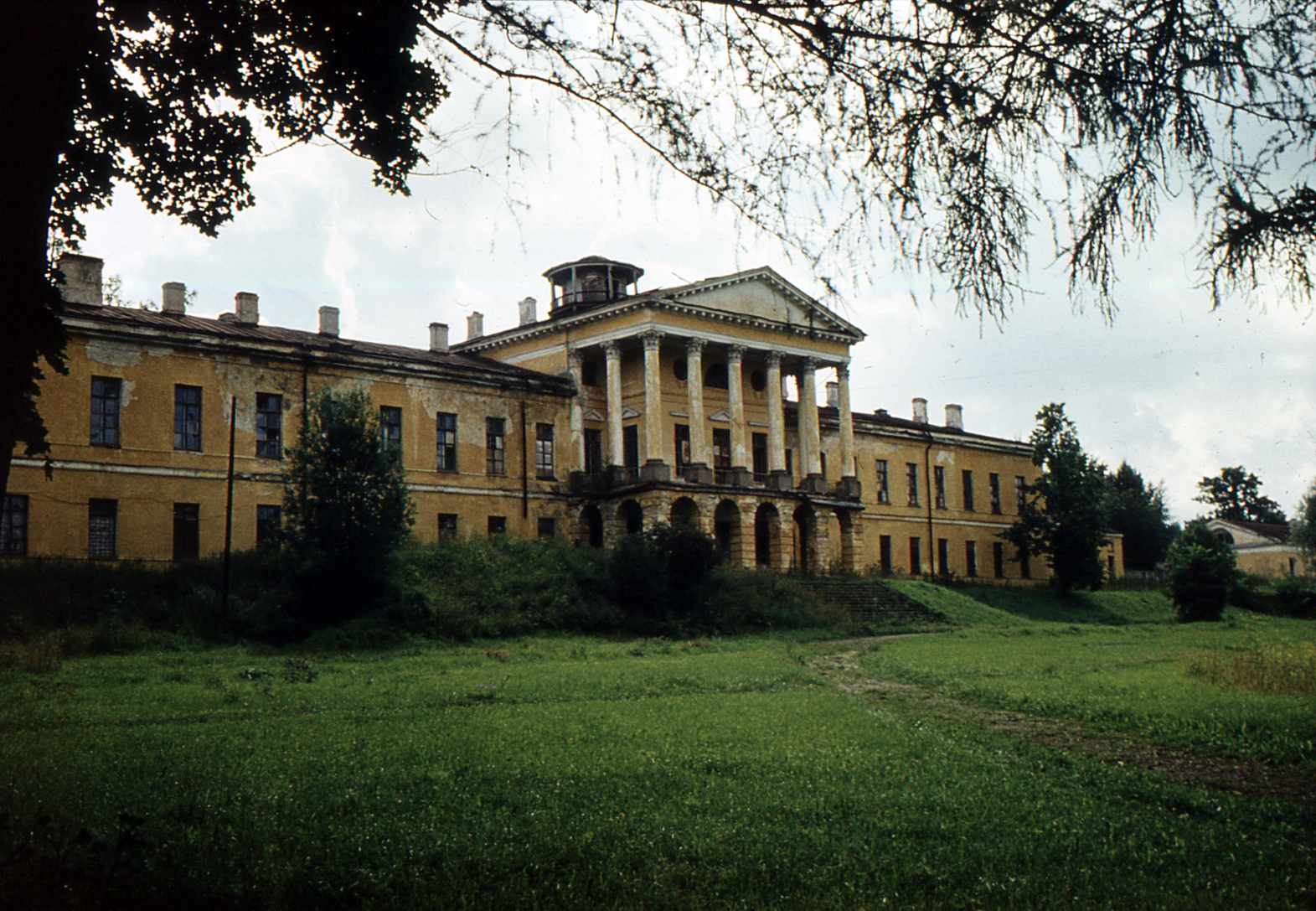
Садиба Ропша до її руйнації, стиль класицизм
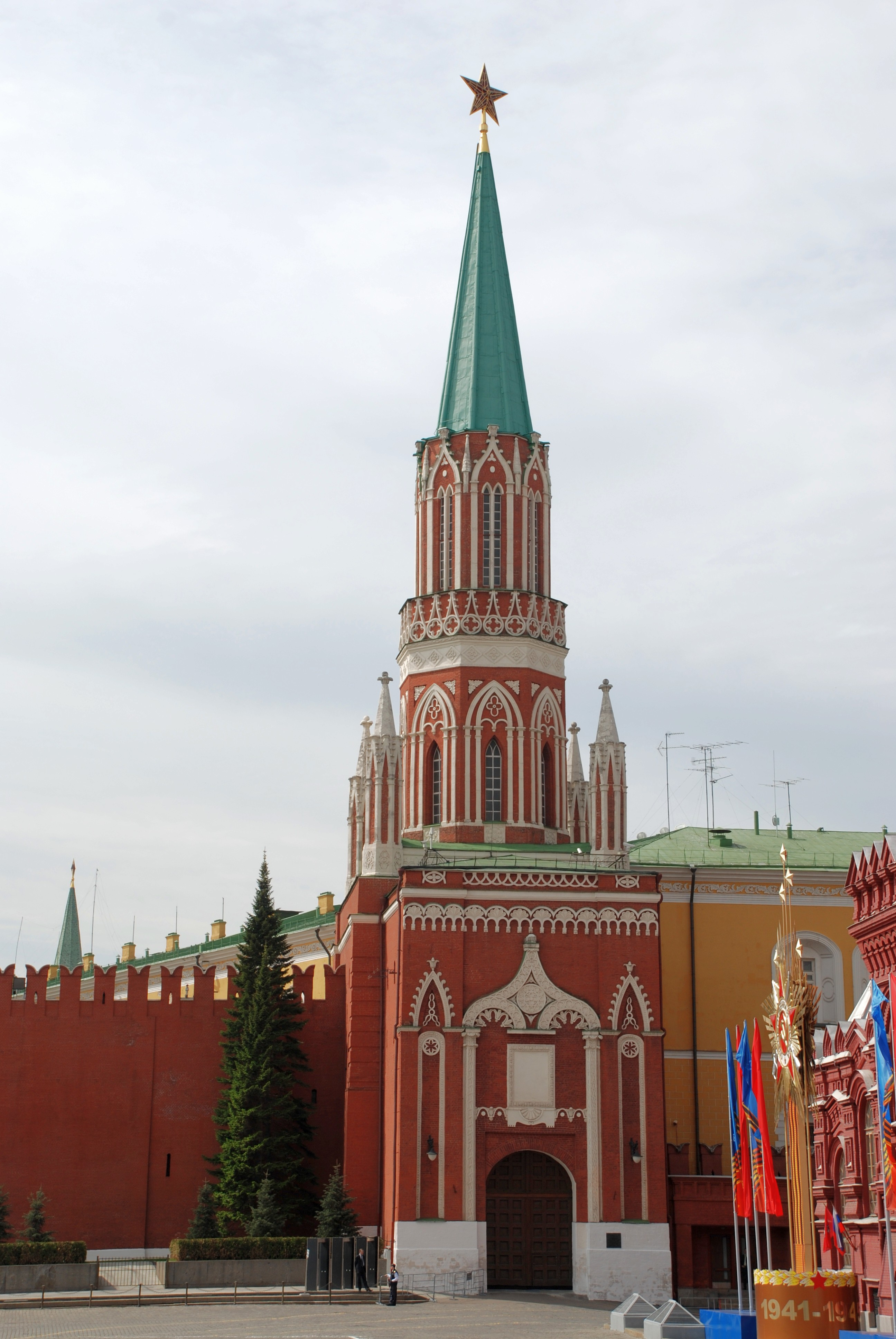
Нікольська башта Московського Кремля (арх. Л. Руска, разом із О. Н. Бакарєвим, 1806).